# 皮尼利亚特拉斯蒙特
皮尼利亚特拉斯蒙特，是西班牙卡斯蒂利亚-莱昂布尔戈斯省的一个市镇。总面积68平方公里，总人口217人（2001年），人口密度3人/平方公里。